# Tomaszowo
Tomaszowo – wieś w Polsce położona w województwie lubuskim, w powiecie żagańskim, w gminie Żagań. Na terenie wsi znajduje się nieczynne lotnisko wojskowe Żagań-Tomaszowo (niem. Sagan Küpper). Miejscowość otrzymała nazwę na cześć wieloletniego wójta gminy Żagań Tomasza Niesłuchowskiego.
W latach 1975–1998 miejscowość administracyjnie należała do województwa zielonogórskiego.